# Hagtjärnet (Gunnarskogs socken, Värmland)
Hagtjärnet är en sjö i Arvika kommun i Värmland och ingår i Göta älvs huvudavrinningsområde.